# Elisabeth Adriani-Hovy
Elisabet Marie Hendrika Adriani-Hovij, beter bekend als Elisabeth Adriani-Hovy, (Amsterdam, 25 januari 1873 - Utrecht, 7 november 1957) was een Nederlandse schilderes en lithografe.

## Leven en werk
Adriani-Hovy was een dochter van mr. Antoni Jan Hovij (1835-1903), advocaat en procureur in Amsterdam, en Marie Isabelle Anne Charlotte Josine barones Taets van Amerongen (1838-1903). In 1902 trouwde ze in Utrecht met dr. Johannes Hermanus Adriani (1874-1948), onder meer secretaris van de Utrechtse Armenraad; uit dit huwelijk werden geen kinderen geboren. Oom Willem Hovy, Eerste Kamerlid, was een van de getuigen bij het huwelijk.
Adriani-Hovy kreeg les van Ernst Witkamp, Maurits van der Valk en Hendrik Willebrord Jansen.
Ze was geruime tijd lid van het Genootschap Kunstliefde, dat eind 1945 een eretentoonstelling met haar werk hield en haar benoemde tot erelid. Daarnaast was ze lid van Arti et Amicitiae in Amsterdam en secretaresse van de Utrechtse vereniging 'Voor de kunst'. Ook was zij  sinds 1905 lid van de kunstenaarsvereniging Sint Lucas in Amsterdam. Zij schilderde vooral stadsgezichten in een lyrisch-realistische stijl en vanaf de jaren veertig meer stillevens.
De schilderes overleed in Utrecht, op 84-jarige leeftijd.